# Långösundet
Långösundet är ett sund i Finland. Det ligger i landskapet Nyland, i den södra delen av landet, 50 km öster om huvudstaden Helsingfors.
Långösundet ligger mellan Storpellinge och Ölandet i norr och Långön i söder.